# 1974 في كوريا الجنوبية
فيما يلي قوائم الأحداث التي وقعت خلال عام 1974 في كوريا الجنوبية.

## أحداث
- 3 أبريل – الرئيس بارك جونغ هي يعلن عن مشروع قرار طارئ لقمع القوى المعادية للحكومة، ليمكن الحكومة من تنفيذ حكم الإعدام على قادة المظاهرات المدنية وتشديد الرقابة على الإعلام.
- 15 أغسطس – تعيين باك غن هي بمنصب السيدة الأولى لكوريا الجنوبية.

## مواليد

### فبراير
- 24 فبراير – تشو هيونغ ايك لاعب كرة قدم كوري جنوبي.

### مايو
- 30 مايو – شين ها-كيون ممثل كوري جنوبي.

### يونيو
- 15 يونيو – تشو هو سونج درّاج طريق كوري جنوبي.
- 26 يونيو – إي بل مو ممثل كوري جنوبي.

### يوليو
- 4 يوليو – لي جانج كوان لاعب كرة قدم كوري جنوبي.
- 31 يوليو – لي جونج هيوك ممثل كوري جنوبي.

### أغسطس
- 11 أغسطس – جو جن مو

### سبتمبر
- 28 سبتمبر – لي كي هيونج لاعب كرة قدم كوري جنوبي.

## وفيات

### يوليو
- 25 يوليو – كيم وهانكي (مواليد 1913) رسام كوري جنوبي.